# Fantoni (famiglia)

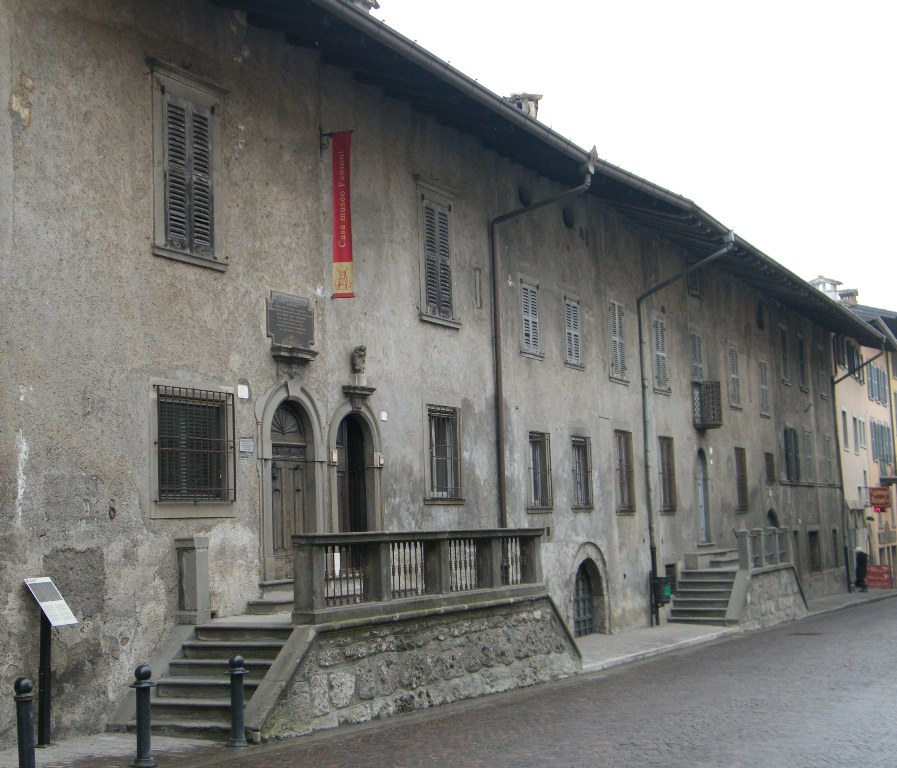
Casa museo Fantoni - Rovetta (Foto Luca Giarelli)

I Fantoni sono stati un'importante famiglia bergamasca di scultori intagliatori e architetti, che ha fondato tra la seconda metà del 1400 e la fine del 1700 una delle botteghe artistiche artigianali più attive nella zona di Bergamo e nelle sue valli, conosciuta come ‘'la bottega dei Fantoni'’. Le prime tracce della famiglia risalgono al XIV secolo: i cognomi De Elefantonibus, De Faritonibus, De Fantonis, Fantonus, Fantonis diventano Fantoni nel XVIII secolo..
L'unione della famiglia permise di lavorare in collaborazione: le opere erano eseguite a più mani, a seconda delle abilità e delle caratteristiche personali. C'erano anche collaboratori esterni: marmisti e intagliatori. Per questo motivo i Fantoni non firmavano le loro opere, e tutto passava come opera della Bottega dei Fantoni o di ‘'scuola fantoniana'’, anche se è possibile individuare nelle lavorazioni la mano dei diversi artisti.
Malgrado la qualità artistica così elevata, non riuscirono a diffondere le loro opere in ambito nazionale. 
Migliaia di disegni, progetti e abbozzi dei diversi artisti sono conservati nella Casa museo Fantoni di Rovetta.

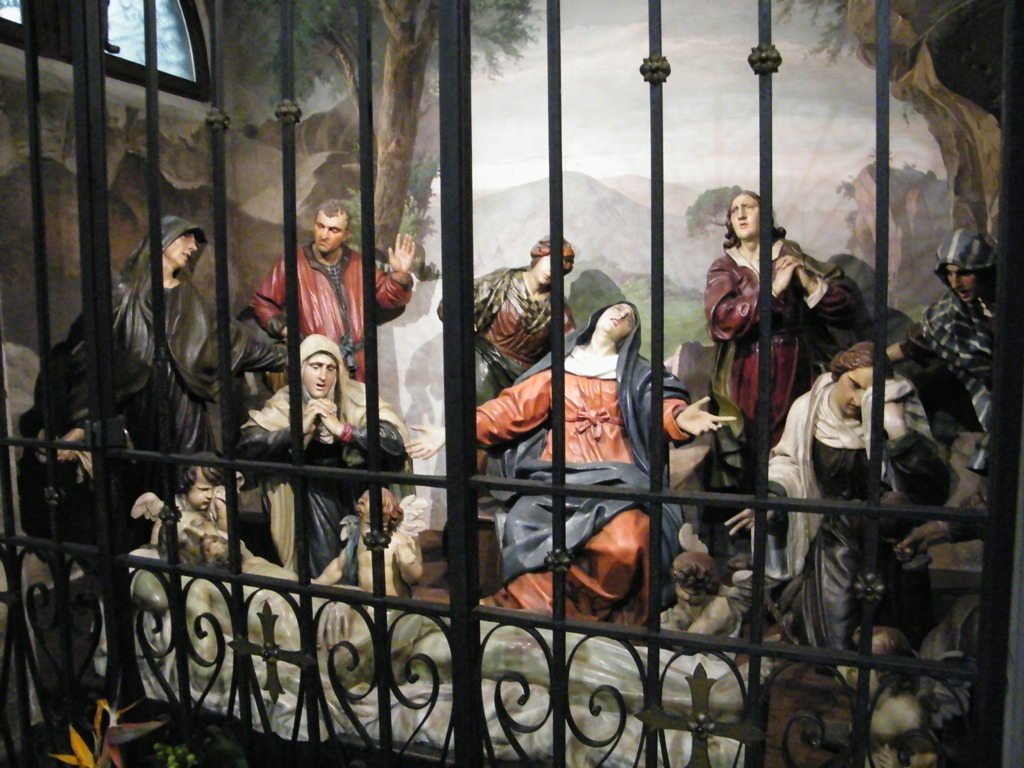
Compianto by Andrea Fantoni - Chiesa S Giovanni Battista - Zone (Foto Luca Giarelli)

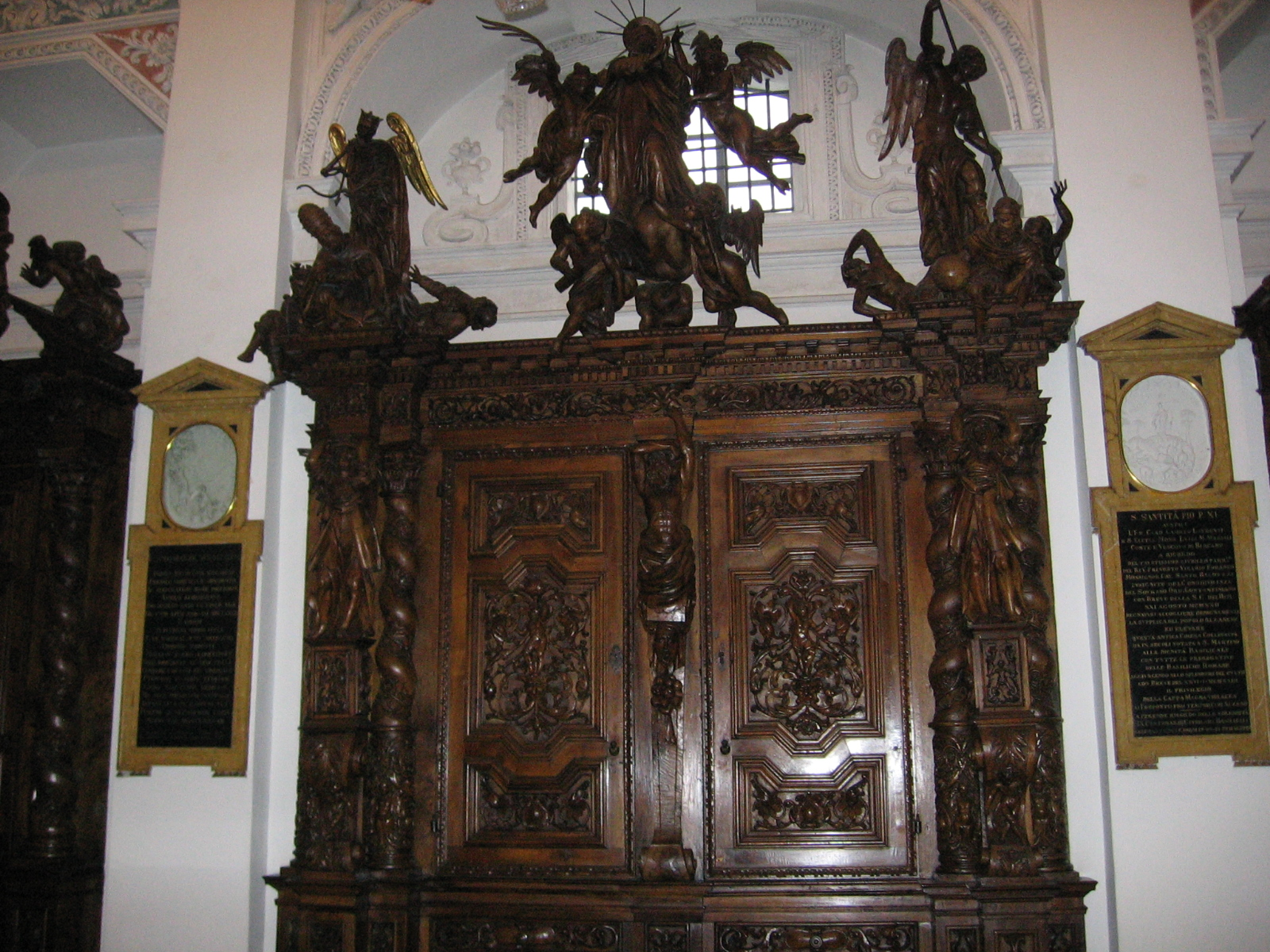
Le sagrestie-Alzano Lombardo

## Storia
‘'Bertulino de Fantonis'’ (1385) fu il capostipite della famiglia dei “marengoni”, che nel dialetto locale significa “lavoratori del legno”. Il nome di questo falegname viene tramandato tradizionalmente nel paese di Rovetta.
Con Adriano Fantoni ebbe inizio la produzione artistica: con la sua bottega, condivisa con i fratelli e poi con il figlio Donato, la notorietà della famiglia si estese grazie alla qualità e intensità lavorativa.
La collaborazione famigliare e la scelta di non firmare le opere per non far prevalere la personalità dei singoli artisti, impedì la frammentazione della bottega in tanti piccoli laboratori favorendo la creazione di più opere contemporaneamente mantenendo nel medesimo tempo un'elevata qualità artistica.
La bottega ebbe periodi più o meno fecondi, a seconda delle capacità dei vari discendenti della famiglia.
Se il concilio tridentino aveva imposto obblighi e rigore permise agli artisti, con la nascita del barocco nel XVII secolo, maggiore libertà nella raffigurazione sacra. L'obbligo di dare centralità alla funzione eucaristica comportò il modificare della zona absidale delle chiese, delimitandone lo spazio dalla balaustra e allontanando il popolo dai celebranti. Questo periodo dette a molti artisti, e alla bottega fantoniana le migliori opportunità di lavoro e una certa libertà di interpretazione iconografica, creando raffigurazioni che potevano coinvolgere emotivamente i fedeli attraverso la commozione dei soggetti raffigurati, pur mantenendo le indicazioni del concilio.
Le commissioni principali vennero dalle confraternite del Santissimo Sacramento, del Rosario e del Suffragio.
La commissione del confessionale e della cattedra vescovile in Bergamo fecero conoscere la bottega oltre il confine dell'alta valle bergamasca.

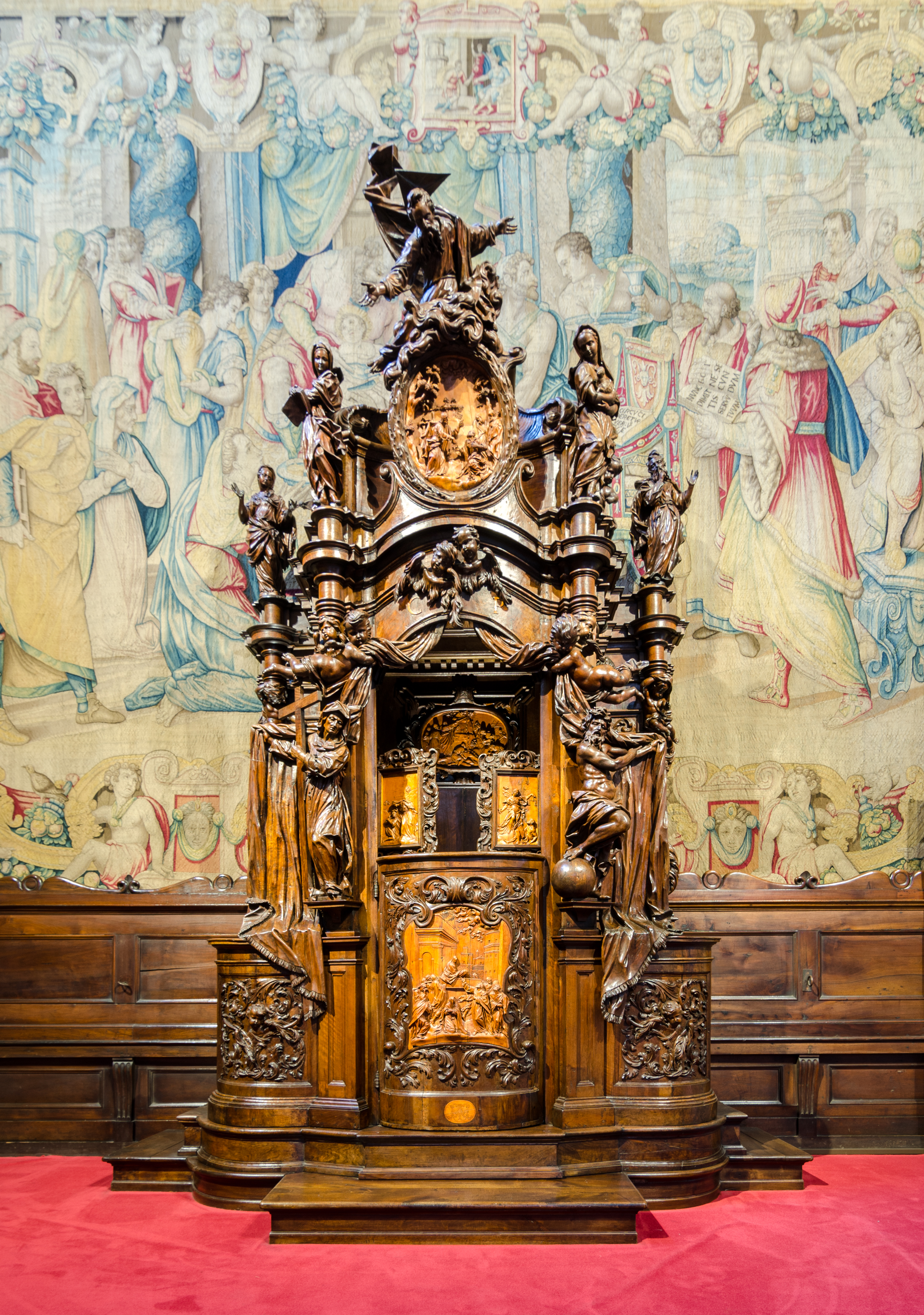
Сonfessionale Basilica di Santa Maria Maggiore

Purtroppo agli inizi del XIX secolo la bottega non riuscì ad adeguarsi al rinnovamento artistico: Donato Andrea, che pur aveva studiato a Roma, chiuse definitivamente il laboratorio nel 1817.
Dalla scuola fantoniana uscirono molti artisti, che si spostarono anche in altre località. Un ramo della famiglia si trasferì nel XVI secolo a Venezia e si specializzò nella scultura del marmo: da ricordare soprattutto Venturino Fantoni che adornò con le sue opere, la chiesa di San Rocco.
Il tipo di gruppo scultoreo ligneo denominato Compianto sul Cristo morto, caratteristico della loro bottega, è presente in alcune chiese della valle.

## La famiglia
Nel susseguirsi dei secoli tantissimi furono i Fantoni che si adoperarono nell'opera della bottega. Tra quelli che maggiormente diedero continuità artistiche risultano essere stati:

### Bertulino Fantoni (1385)
Bertulino o Betulino è il primo di cui si ha documento come intaiador o faber lignaminis, per un susseguirsi di otto generazioni. Di sua fattura sono le formelle lignee del fonte battesimale della chiesa di San Lorenzo di Rovetta..

### Adriano (1563-1633) e Donato Andrea (1594-1664)
Con Adriano il lavoro della bottega iniziò un periodo di grande attività, in particolare da quando ebbe la collaborazione del figlio Donato Andrea, della moglie di lui Caterina Marinoni e dei suoi fratelli. Di loro rimangono numerosi documenti a testimonianza delle opere a loro commissionate.

### Grazioso (1630-1693)
Il figlio di Donato, Grazioso detto Grazioso il vecchio, ebbe come sposa Maria Bramina Marinoni che gli dette cinque figli maschi, fondamentali per il lavoro nella bottega. Grazioso mandò i suoi figli a studiare presso altri artisti, così da poter ampliare e migliorare l'attività artistica. 

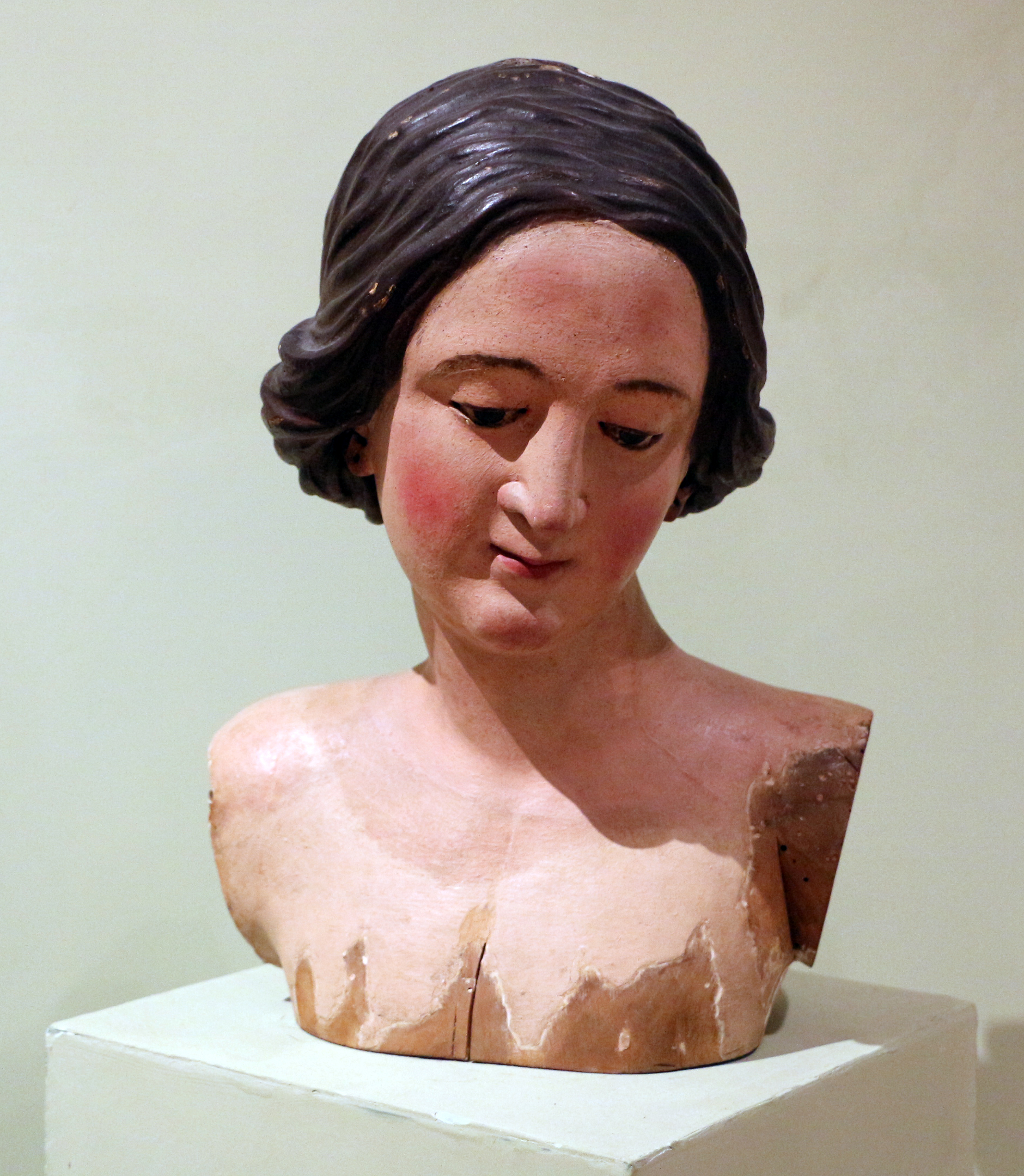
Testa di Madonna XVIII secolo

### Andrea (1659-1734)
Andrea, figlio primogenito di Grazioso, fu sicuramente il più importante, quello con maggiori qualità sia di scultore, che di intagliatore e di architetto, dopo un periodo di prova a Parma presso Giovanni Bossi. Grande fu la sua collaborazione con Giovan Battista Caniana. È difficile distinguere le sue opere da quelle dei fratelli e dei parenti; è sua la firma nei contratti per le commissioni.

### Donato (1662-1724)
Secondo genito di Grazioso collaborò in maniera attiva nella bottega.

### Grazioso (1713-1798)
Grazioso detto il giovane, unico figlio di Donato, continuò con intensità il lavoro della bottega. Sono tantissime infatti le opere realizzate negli anni che intercorrono tra il 1635 e il 1747: tra queste, gli altari maggiori del santuario della Beata Vergine della Torre in Sovere (1735-36), per le parrocchiali di Ranzanico (1736-1749), di Vilminore di Scalve (1742) e di Vezza d'Oglio (1745, così come di altrettanti importanti arredi liturgici per le chiese di Dorga (1735), Adro e Ome (1736), Rovetta (1736 e 1747), Onore (1741 e 1749), Sorisole (1746) e Songavazzo (1747). Importante è il pulpito della chiesa parrocchiale di San Giorgio ad Ardesio, realizzato con il nipote Andrea Donato.

### Andrea Donato (1746-1817)
Andrea Donato, figlio di Grazioso, venne mandato a studiare disegno e scultura a Roma. Di lui ci rimane un diario con annotazioni sulle città visitate, con descrizioni di persone e di locande, con prezzi e osservazioni, come in una guida turistica. Tornato a Rovetta, non riuscì però a trasmettere le sue conoscenze: infatti le opere eseguire durante la sua direzione non sono di grande valore artistico.
A lui si devono le basi di quello che è ora il museo della famiglia. 
Con lui si chiude l'attività della bottega.

### Luigi (1789-1874)
Luigi, figlio di Andrea Donato, non continuò il lavoro della famiglia ma divenne avvocato: viaggiò moltissimo, portando idee innovative. Installò in casa Fantoni una tipografia, diventando anche stampatore, e sicuramente seppe raccogliere il patrimonio artistico della sua famiglia, iniziando a creare quella che è oggi la Fondazione Fontonum de Roscarolo.

### Donato da Rosciano
Nel XV secolo alcuni rami della famiglia si spostarono in altre località lombarde: tra i Fantoni che si trasferirono a Rosciano, aprendo una bottega in proprio, nel XV secolo Donato realizzò statue e decori per palazzo Bassi Rathgeb della famiglia Casotti, a Bergamo, e il Monumento funebre a Agostino e Caterina Tassi nella Chiesa di Santo Spirito.